# David Laibson

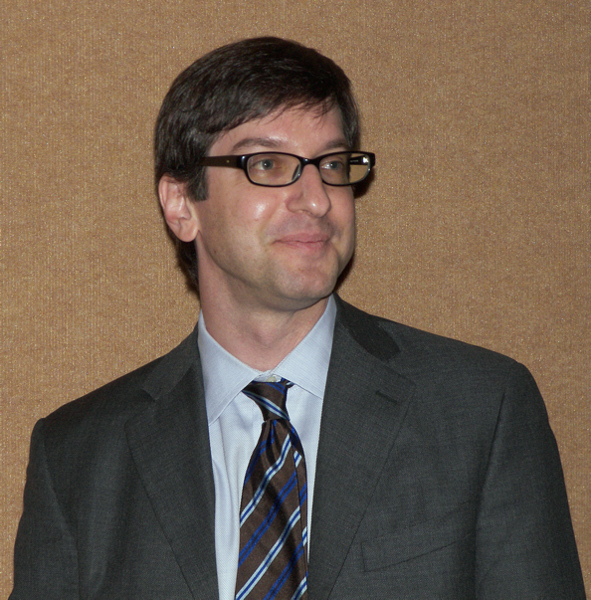
David Laibson (2007)

David Isaac Laibson (* 1966) ist ein US-amerikanischer Ökonom an der Harvard University.

## Leben
Laibson erwarb 1988 an der Harvard University einen Bachelor und 1990 an der London School of Economics einen Master, sowie 1994 bei Olivier Jean Blanchard und Roland Jean-Marc Bénabou am Massachusetts Institute of Technology mit der Arbeit Hyperbolic Discounting and Consumption einen Ph.D. in Wirtschaftswissenschaften. Noch im Jahr 1994 erhielt er eine erste Professur (Assistant Professor) an der Harvard University. 1998 wurde er Associate Professor, 2002 erhielt er eine ordentliche Professur. Seit 2015 ist er Inhaber des dortigen Lehrstuhls für Wirtschaftswissenschaften.

## Werk
David Laibson ist vor allem für seine Arbeiten zur zeitlichen Inkonsistenz (Dynamic inconsistency) wirtschaftlicher Entscheidungen bekannt. Mit dem Begriff Hyperbolic discounting belegt Laibson die Neigung von Menschen, zeitlich näherliegende Gewinne den späteren vorzuziehen, was über die Zeit betrachtet zu inkonsistenten Entscheidungen führt: Menschen treffen heute Entscheidungen, die ihr zukünftiges Ich – unter sonst gleichen Bedingungen – lieber nicht getroffen hätte.
Laibson hat (Stand Mai 2022) einen h-Index von 87. Dabei wurde alleine seine Arbeit Golden Eggs and Hyperbolic Discounting fast 7500-mal zitiert. 2011 wurde er zum Mitglied der American Academy of Arts and Sciences gewählt, 2019 zum Mitglied der National Academy of Sciences und 2022 zum Mitglied der American Philosophical Society.